# ドナルド・ルイス・ショー
ドナルド・ルイス・ショー（Donald Lewis Shaw、1936年10月27日 - 2021年10月19日）は、マスメディアのアジェンダ設定機能についての実証研究を創始したふたりの研究者たちのひとりである社会科学者、ノースカロライナ大学チャペルヒル校のキーナン名誉教授 (Kenan professor emeritus)。
ショーは、アメリカ陸軍の退役軍人であり、ノースカロライナ大学チャペルヒル校でB.A.とM.A.、ウィスコンシン大学でPh.D.を、いずれもジャーナリズム専攻で取得した。3年近く、日刊新聞の記者として働いていた。陸軍士官として、アメリカ陸軍戦略大学やアメリカ海軍大学校を含むいくつもの軍事学校にも学んだ。ショーは、客員教授として7大学に滞在したことがあり、合衆国、ヨーロッパ、中東、アジアの20以上の大学で講演をおこなったことがある。
ショーは、テキサス大学のマックスウェル・マッコームス (Maxwell McCombs) との共著によるアジェンダ設定理論についての研究や、19世紀や20世紀におけるアメリカ合衆国、特に南部の新聞の歴史についての研究によって知られている。ショーがアジェンダ設定理論に取り組み始めたのは、1966年であり、これにノースカロライナ大学に准教授として着任したマッコームスが加わったのが1967年であった。1968年アメリカ合衆国大統領選挙の期間中、ショーとマッコームスはチャペルヒルの住民から無作為抽出した対象者たちからデータを収集した。それに基づいてマッコームスとショーが示したところによれば、オーディエンスは、あるニュース素材の重要性を、メディアが取り上げる頻度と速報性によって判断していると考えられた。「マスメディアのアジェンダ設定機能 (The Agenda-Setting Function of Mass Media)」と題された論文は、異論はありつつも、マス・コミュニケーション研究の分野において最も頻繁に参照される論文とされることがある。
1977年、ショーとマッコームスは『The Emergence of American Political Issues: The Agenda-Setting Function of the Press』を刊行したが、この本は、『Journalism and Mass Communication Quarterly』誌が選んだ、20世紀における「ジャーナリズムとコミュニケーションに関わる重要な本 (significant journalism and communication books) の上位35冊に入った。1999年、ショーは同僚たちとともに、オーディエンス・アジェンダメルディング（audience agendamelding、オーディエンスによるアジェンダの融合）の最初の研究を刊行し、個人が受け取ったメッセージをつなぎ合わせ、コミュニティについての自分なりの個人的イメージを創造する過程を論じた。これ以降、ショーと同僚たちは、オーディエンス・アジェンダメルディングについていくつもの論文を発表した。ショーは、単著と共著を合わせて18点の著作があり、70点ほどの学術論文、50点ほどの学術的書評を発表している。2012年、ショーは、ノースカロライナ州ジャーナリズムの殿堂 (the North Carolina Journalism Hall of Fame) への殿堂入りを果たした。

## おもな著作
- Handbook of Reporting Methods (1976)[10]
- The Emergence of American Political Issues: The Agenda-Setting Function of the Press (1977)[6]
- Foreign News and the New World Information Order (1984)[11]
- The Rise and Fall of American Mass Media: Roles of Technology and Leadership[12] (1991)
- Advanced Reporting: Discovering Patterns in News Events[13] (1996)
- Communication and Democracy: Exploring the intellectual Frontiers in Agenda-setting theory[14] (1997)
- Dancing with Emily[15] (2012)
- Content is King: News Media Management in the Digital Age[16] (2015)